# Hallen-Buckelpisten Europameisterschaft 2014
Die 1. Hallen-Buckelpisten Europameisterschaft 2014 (European Indoor Moguls Championships) fand am 13. September 2014 in Manchester in der Skihalle Chill Factore statt. Die Veranstaltung fand im Rahmen der Britischen-Hallenmeisterschaft statt. Veranstalter war der Internationale Skiverband (FIS). 

## Teilnehmer
| Europa (5 Länder)                    | Europa (5 Länder)                  | Europa (5 Länder) |
| ------------------------------------ | ---------------------------------- | ----------------- |
| - Italien - Niederlande - Österreich | - Schweiz - Vereinigtes Königreich |                   |
| Asien (1 Land)                       |                                    |                   |
| - Japan                              |                                    |                   |

## Medaillenspiegel

### Nationen
| Platz | Land                   | Gold | Silber | Bronze | Gesamt |
| ----- | ---------------------- | ---- | ------ | ------ | ------ |
| 1     | Österreich             | 2    | 1      | 2      | 5      |
| 2     | Vereinigtes Königreich | 1    | 1      | 0      | 2      |
|       | Japan                  | 1    | 1      | 0      | 2      |
| 4     | Niederlande            | 0    | 1      | 1      | 2      |
| 5     | Schweiz                | 0    | 0      | 1      | 1      |

### Sportler
| Platz | Sportler(in)      | Land                   | Gold | Silber | Bronze | Gesamt |
| ----- | ----------------- | ---------------------- | ---- | ------ | ------ | ------ |
| 1     | Karin Hackl       | Österreich             | 2    | 0      | 0      | 2      |
| 2     | Ikuma Horishima   | Japan                  | 1    | 1      | 0      | 1      |
|       | Longley Andrew    | Vereinigtes Königreich | 1    | 1      | 0      | 1      |
| 4     | Demi Corstjens    | Niederlande            | 0    | 1      | 1      | 1      |
|       | Melanie Meilinger | Österreich             | 0    | 1      | 1      | 1      |
| 6     | Thomas Aigner     | Österreich             | 0    | 0      | 1      | 1      |
|       | Matteo Gasparini  | Schweiz                | 0    | 0      | 1      | 1      |

## Frauen Ergebnisse

### Moguls (Einzel-Buckelpiste)
| Platz | Land        | Sportlerin         |
| ----- | ----------- | ------------------ |
| 1     | Österreich  | Karin Hackl        |
| 2     | Niederlande | Demi Corstjens     |
| 3     | Österreich  | Melanie Meilinger  |
| 4     | Österreich  | Katharina Ramsauer |
| 5     | Schweiz     | Claudia Grassi     |
| 6     | Italien     | Camilla Bledig     |

### Dual Moguls (Parallel-Buckelpiste)
| Platz | Land        | Sportlerin         |
| ----- | ----------- | ------------------ |
| 1     | Österreich  | Karin Hackl        |
| 2     | Österreich  | Melanie Meilinger  |
| 3     | Niederlande | Demi Corstjens     |
| 4     | Italien     | Camilla Bledig     |
| 5     | Österreich  | Katharina Ramsauer |
| 6     | Schweiz     | Claudia Grassi     |

## Ergebnisse Männer

### Moguls (Einzel-Buckelpiste)
| Platz | Land                   | Sportler           |
| ----- | ---------------------- | ------------------ |
| 1     | Japan                  | Ikuma Horishima    |
| 2     | Vereinigtes Königreich | Longley Andrew     |
| 3     | Schweiz                | Matteo Gasparini   |
| 4     | Österreich             | Thomas Aigner      |
| 5     | Vereinigtes Königreich | Samuel Houston     |
| 6     | Vereinigtes Königreich | William Feneley    |
| 7     | Vereinigtes Königreich | Thomas Rascagneres |
| 8     | Italien                | Luca Ferioli       |
| 9     | Vereinigtes Königreich | Liam Keyes         |
| 10    | Vereinigtes Königreich | Sam Allen          |

### Dual Moguls (Parallel-Buckelpiste)
| Platz | Land                   | Sportler           |
| ----- | ---------------------- | ------------------ |
| 1     | Vereinigtes Königreich | Longley Andrew     |
| 2     | Japan                  | Ikuma Horishima    |
| 3     | Österreich             | Thomas Aigner      |
| 4     | Schweiz                | Matteo Gasparini   |
| 5     | Vereinigtes Königreich | Samuel Houston     |
| 6     | Vereinigtes Königreich | William Feneley    |
| 7     | Vereinigtes Königreich | Liam Keyes         |
| 8     | Italien                | Luca Ferioli       |
| 9     | Vereinigtes Königreich | Thomas Rascagneres |
| 10    | Vereinigtes Königreich | Sam Allen          |